# Československá Televize/Československá Televízia
Československá Televize/ Československá Televízia, nota anche con l'acronimo ČST, era l'ente televisivo pubblico della Cecoslovacchia dal 1953 al 1992. Trasmetteva da Praga e Bratislava in ceco e in slovacco. Nel 1990 in slovacco fu rinominata Česko-Slovenská Televízia. 
Faceva parte dell'Organizzazione internazionale della radiodiffusione e della televisione.

## Storia
ČST iniziò a trasmettere a livello sperimentale il 1º maggio 1953 dagli studi Barrandov, a Praga. I suoi programmi regolari debuttarono, invece, il 25 febbraio 1954.
Dal 31 dicembre 1955 era attiva regolarmente anche nella sede di Ostrava e dal 1956 anche in quella di Bratislava.

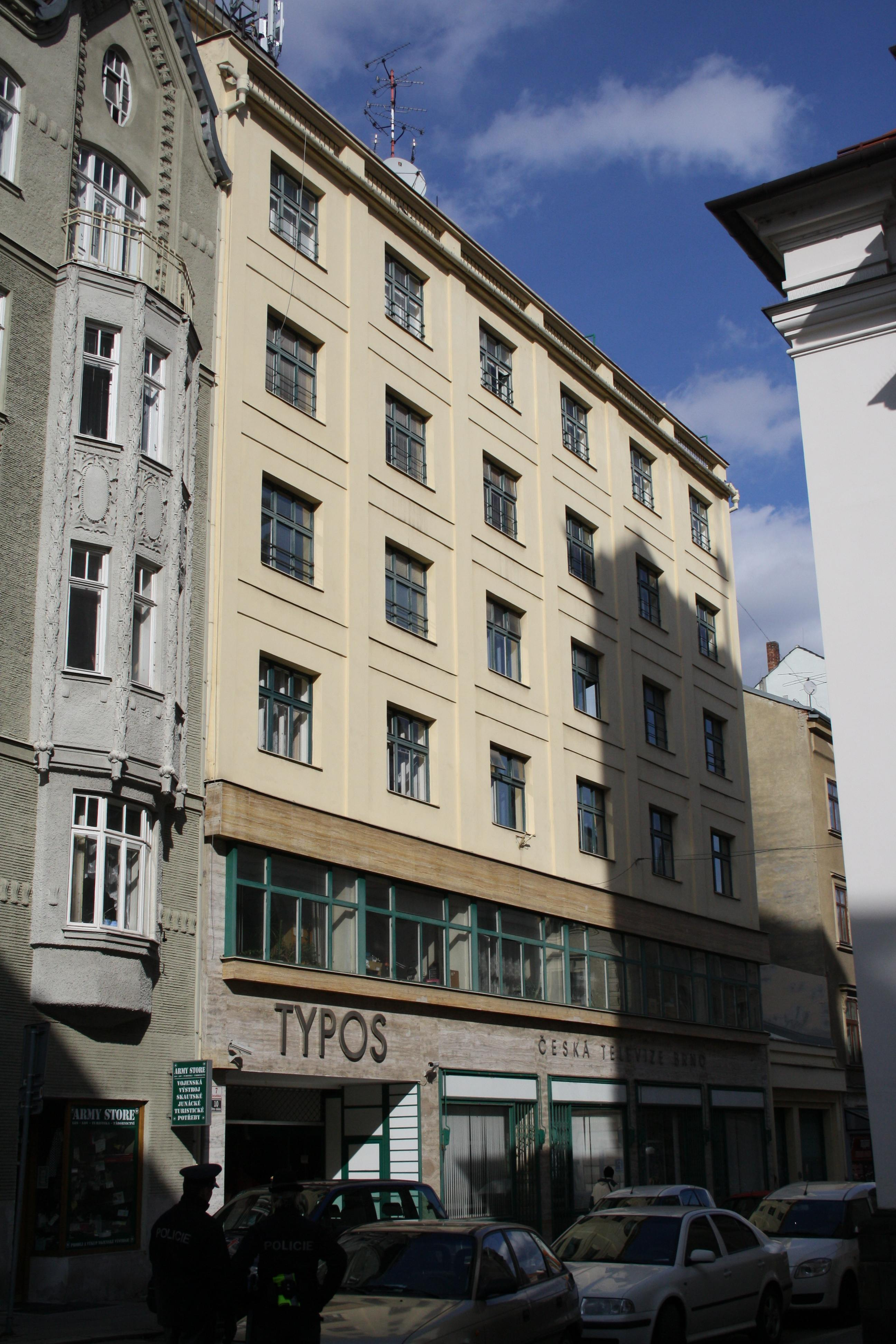
Studi televisivi di ČST a Brno.

Tra il 1961 e il 1962 entrarono in funzione gli studi di Brno e quelli di Košice.
Durante le proteste del 1968 ČST mandò in onda dei programmi sulla Primavera di Praga; nel 1969, però, prese anche parte agli sforzi di
normalizzazione.
Nel 1970 fu realizzata la prima trasmissione a colori con i Campionati mondiali di sci nordico sugli Alti Tatra; il 10 maggio dello stesso anno la televisione cecoslovacca lanciò un secondo canale, ČST2, in seguito a cui il primo canale fu rinominato ČST1.

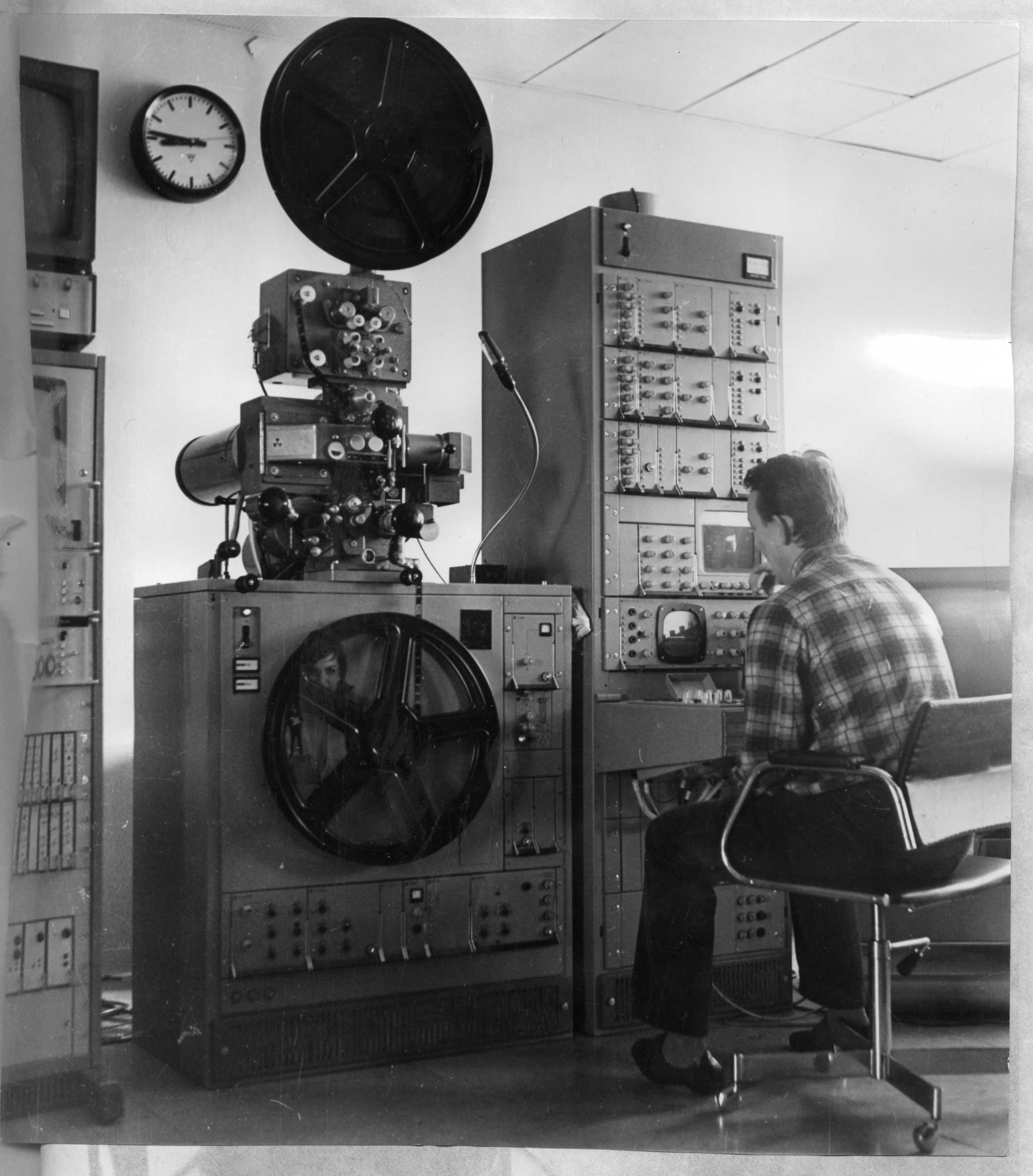
Apparecchiature per la trasmissione a colori, 1971.

Altri miglioramenti tecnici furono apportati il 9 maggio 1973 con l'avvio delle trasmissioni a colori regolari su ČST2, seguite nel 1975 da quelle su ČST1.
Nel 1979 fu aperto uno studio nel quartiere di Kavčí, che divenne la nuova sede del telegiornale.
Su ČST1 la lingua più utilizzata era il ceco, alternato ad alcuni programmi in slovacco e notiziari in entrambe le lingue. Le trasmissioni erano disponibili in due lingue per la loro mutua intelligibilità; questa prassi nelle trasmissioni radiofoniche e televisive favoriva la comprensione reciproca delle due componenti della popolazione (oggi le produzioni slovacche sulla TV ceca vengono di solito proposte in versione doppiata, e altrettanto vale per le produzioni ceche sulla televisione slovacca).
ČST2, invece, trasmetteva programmazioni differenti nelle aree ceca e slovacca, sia come lingua che come contenuti.
Durante la Rivoluzione di velluto ČST si schierò rapidamente dalla parte dei manifestanti e permise loro di diffondere i loro messaggi.
Il 4 settembre 1990 il primo canale fu rinominato "F1", che stava per "Federale 1", in quanto continuava ad avere una diffusione a livello di Stato federale, mentre il secondo canale fu sdoppiato: ČTV in ceco per Boemia e Moravia e S1 in slovacco per la Slovacchia. Un terzo canale per il pubblico ceco fu lanciato sulle frequenze dove in passato veniva ripetuta la TV sovietica, il 14 maggio 1990, con il nome di "OK3". Un canale analogo per il pubblico slovacco, chiamato "TA3", fu creato il 6 giugno 1991.
Il 31 dicembre 1992 ČST cessò le proprie attività insieme alla dissoluzione dello Stato cecoslovacco e fu sostituita dalle due aziende televisive pubbliche Česká Televize e Slovenská Televízia, che per un anno avevano vissuto parallelamente a ČST.

## Loghi

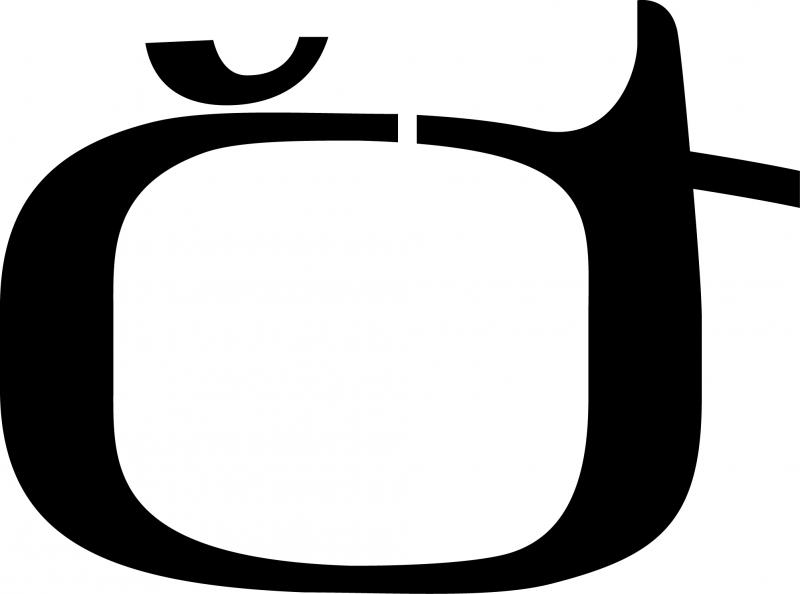
Logo di Československé Televize/Československé Televíziá fino al 1963
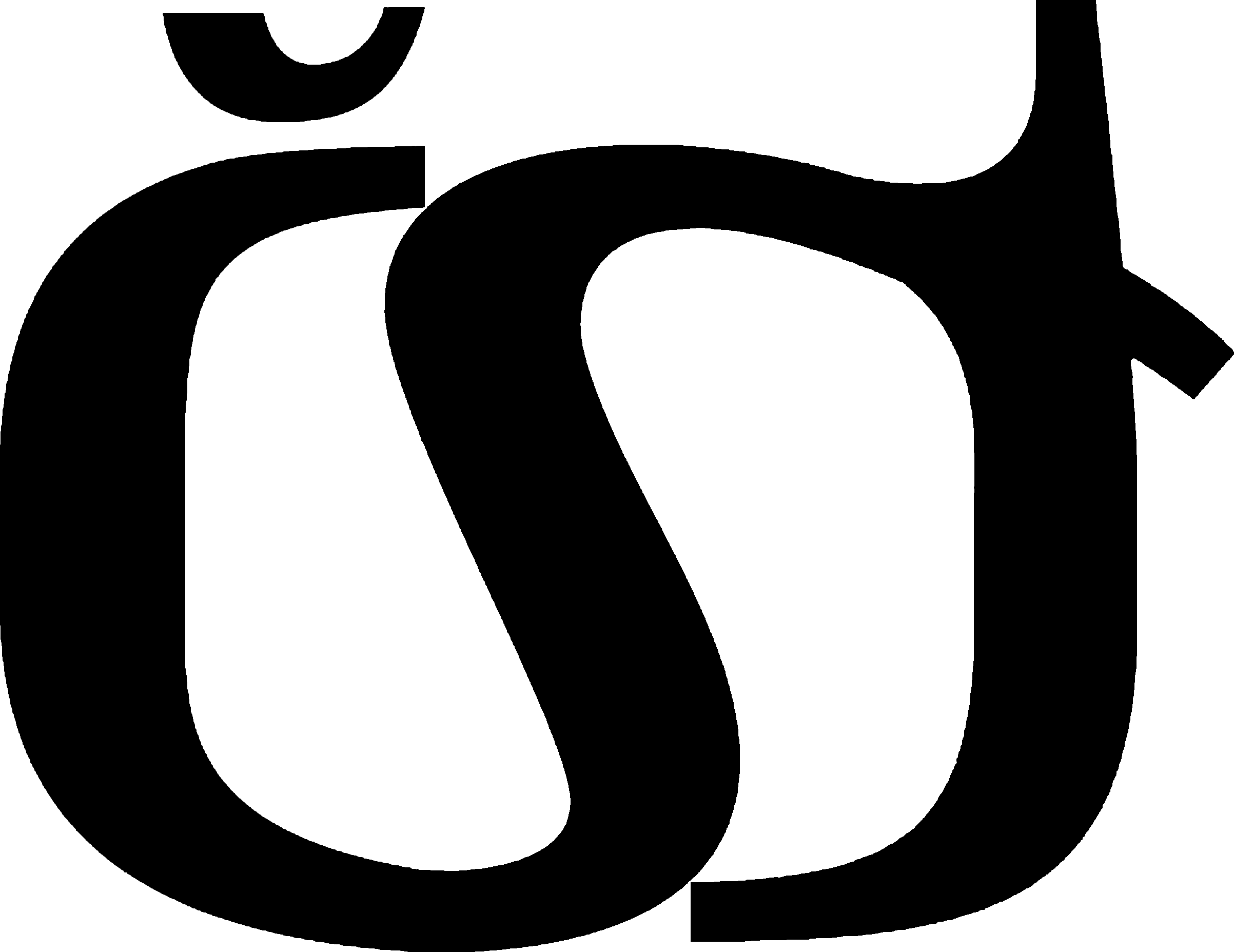
Logo di ČST dal 1969 al 1975
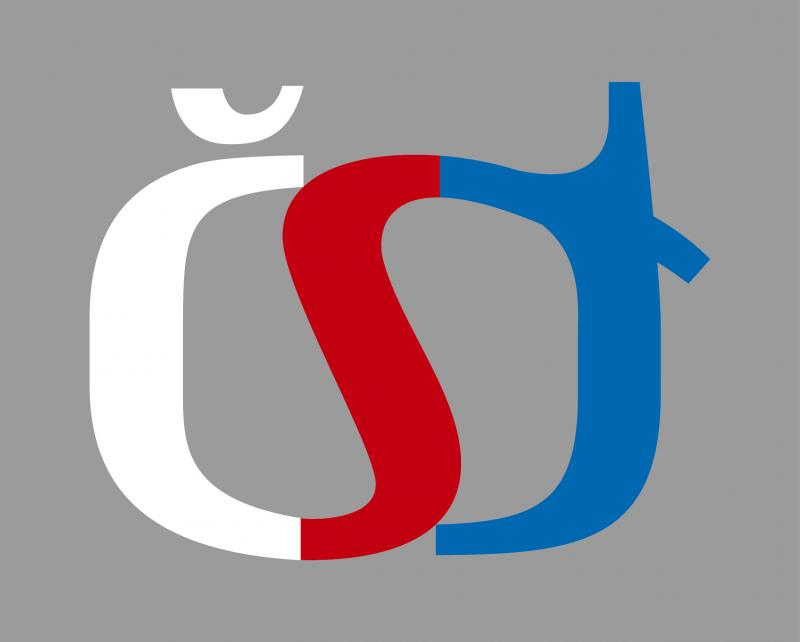
Logo di ČST dal 1969–1993
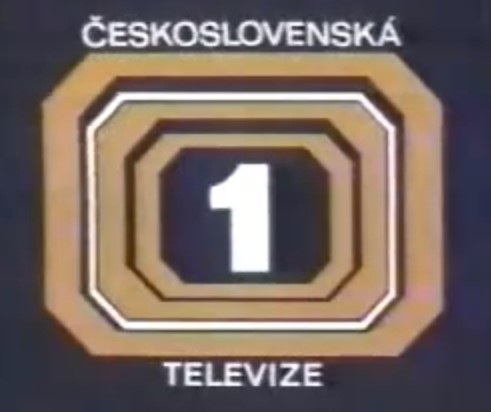
Logo del primo canale di ČST
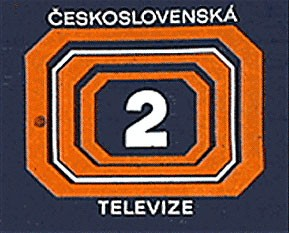
Logo del secondo canale di ČST
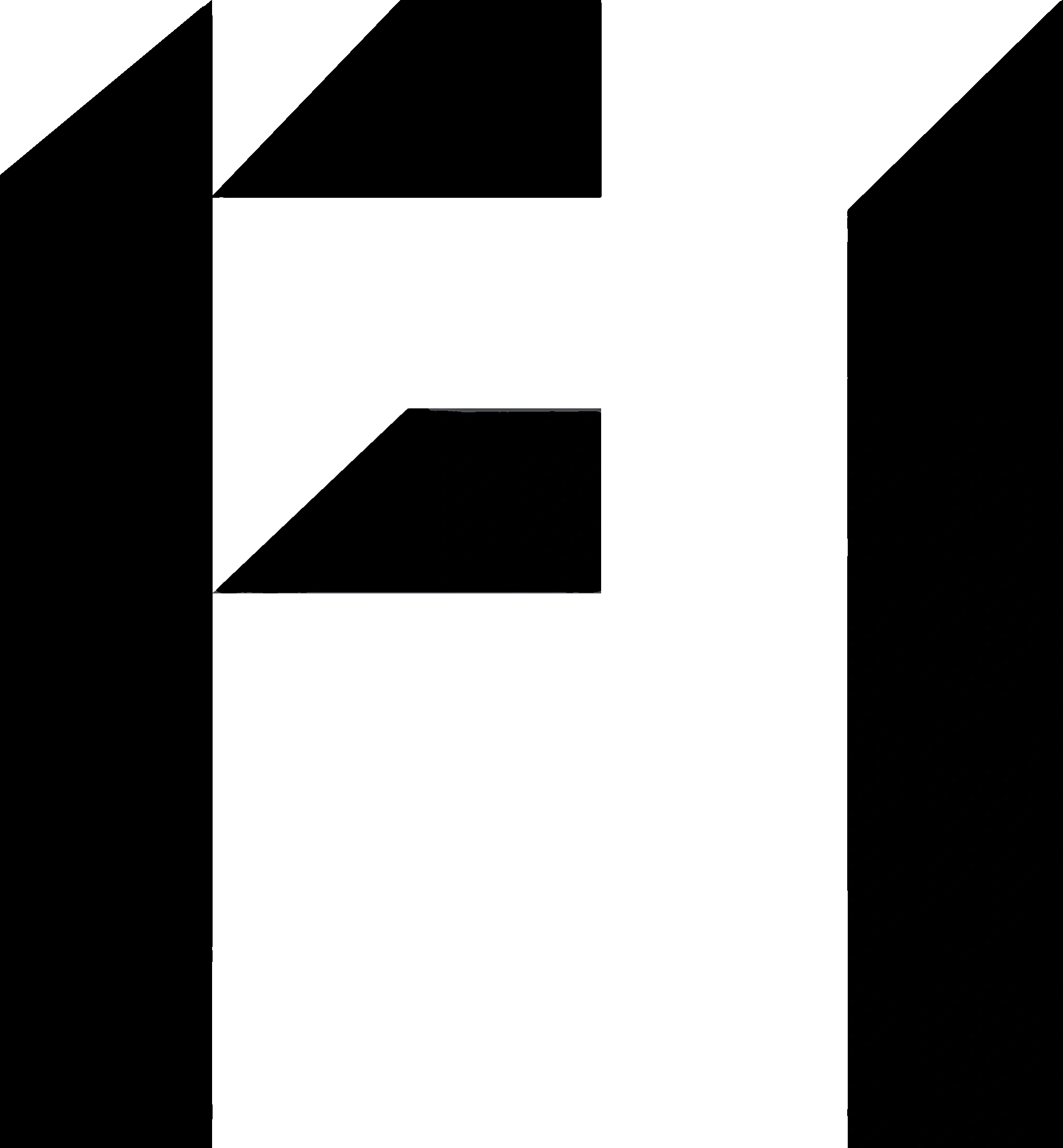
Logo del canale F1 (1990–1992)

## Canali televisivi
- ČST 1, canale generalista (in seguito F1)
- ČST 2, canale generalista (in seguito diviso in ČTV per Boemia e Moravia e S1 per la Slovacchia)[7]
- OK 3
- TA 3

## Organizzazione
| Nome              | Da                | A                 | Note                                                     |
| ----------------- | ----------------- | ----------------- | -------------------------------------------------------- |
| Karel Kohout      | 1º febbraio 1953  | 30 novembre 1957  | direttore studi televisivi di Praga (radio cecoslovacca) |
| Karel Kohout      | 1º dicembre 1957  | 28 febbraio 1958  | direttore ČST                                            |
| Milan Krejčí      | 1º marzo 1958     | 30 settembre 1959 | direttore ČST                                            |
| Adolf Hradecký    | 1º ottobre 1959   | 30 giugno 1960    | direttore ČST                                            |
| Adolf Hradecký    | 1º luglio 1960    | 31 maggio 1963    |                                                          |
| Jiří Pelikán      | 1º giugno 1963    | 25 settembre 1968 |                                                          |
| Bohumil Švec      | 28 settembre 1968 | 5 dicembre 1968   | agente governativo                                       |
| Josef Šmídmajer   | 5 dicembre 1968   | 6 agosto 1969     |                                                          |
| Jan Zelenka       | 6 agosto 1969     | 30 giugno 1989    |                                                          |
| Libor Batrla      | 1º luglio 1989    | 27 novembre 1989  |                                                          |
| Miroslav Pavel    | 27 novembre 1989  | 10 gennaio 1990   |                                                          |
| Jindřich Fairaizl | 11 gennaio 1990   | 28 febbraio 1990  |                                                          |
| Jiří Kantůrek     | 12 marzo 1990     | 31 dicembre 1992  |                                                          |